# Pirmina Fleck
Pirmina Fleck, geboren als Maria Emma Fleck, (* 17. Dezember 1894 in Grombach; † 10. März 1966 in Swakopmund) war Benediktiner-Missionarin in Afrika.

## Leben
Sie war die Tochter eines Sattlers und wuchs in Grombach auf. Nach dem Tod des Vaters trat sie 1921 den Missionsbenediktinerinnen in Tutzing bei, wo sie 1923 ihren Ordensprofess erhielt und nach Swakopmund entsendet wurde. Von dort trat sie eine mehrwöchigen Reise mit dem Ochsenwagen zum Okavango im nordöstlichen Namibia an. Dort war sie in der neuen Station Andara tätig. Später war sie an der Neugründung der Station Bunya beteiligt und wechselte darauf zu mehreren weiteren Stationen, wobei sie drei Mal Oberin von Ordenseinrichtungen war. Aufgrund eines Herzleidens wurde sie 1960 ins Prioratshaus nach Windhoek versetzt, nach einem Schlaganfall nach Swakopmund, wo sie nach einem weiteren Schlaganfall 1966 starb. Sie wurde auf dem Ordensfriedhof in Döbra bei Windhoek beigesetzt. Ihr Bruder Pirmin Fleck war ebenfalls Missionar in Afrika, die Geschwister haben sich jedoch nach ihrem Aufbruch aus Deutschland nie mehr gesehen.